# غارث شتاين
غارث شتاين (بالإنجليزية: Garth Stein)‏ (6 ديسمبر 1964، لوس أنجلوس في الولايات المتحدة)؛ كاتب، منتج أفلام وروائي أمريكي.

## روابط خارجية
- غارث شتاين على موقع IMDb (الإنجليزية)
- غارث شتاين على موقع قاعدة بيانات الفيلم (الإنجليزية)